# Bob Sneath
Hon. Robert „Bob“ Kenneth Sneath (* 24. Juni 1949 in Kingston SE, South Australia) ist ein australischer Politiker der Australian Labor Party (ALP), der unter anderem von 2000 bis 2012 Mitglied des South Australian Legislative Council sowie zwischen 2006 und 2012 Präsident des Legislativrates war.

## Leben
Robert „Bob“ Kenneth Sneath besuchte die Grundschule in Tantanoola sowie die High School in Millicent und arbeitete danach als Schafscherer. Er begann sein Engagement in der Gewerkschaftsbewegung als Organisator der Labor Party-nahen Gewerkschaft AWU (Australian Workers’ Union) und wurde 1994 Sekretär der AWU in Adelaide. Daneben begann er sein politisches Engagement für die Australian Labor Party und war sechs Jahre lang Präsident des Ortsvereins von Naracoorte, Mitglied des Vorstandes sowie schließlich 1999 Präsident der ALP im Bundesstaat South Australia.
Am 4. Oktober 2000 wurde Sneath für die Australian Labor Party erstmals zum Mitglied des South Australian Legislative Council gewählt, des Oberhauses des Parlaments von South Australia, und gehörte diesem bis zum 5. Oktober 2012 an. Während seiner Parlamentszugehörigkeit engagierte er sich in zahlreichen Ausschüsse und war unter anderem vom 4. Oktober 2000 bis zum 15. Januar 2002 und erneut zwischen dem 7. Mai 2002 und dem 17. März 2006 des Prüfungsausschusses für gesetzliche Behörden sowie vom 7. Mai 2002 bis zum 5. Oktober 2012 Mitglied des Druckereiausschusses. Des Weiteren fungierte er zwischen dem 3. Dezember 2003 und dem 26. April 2006 als Mitglied des Ausschusses für natürliche Ressourcen sowie vom 3. Dezember 2003 bis zum 5. Oktober 2012 des Ausschusses für die Elektroindustrie in Südaustralien. Daneben war er zwischen dem 4. April 2005 und dem 5. Oktober 2012 mit mehreren Unterbrechungen auch noch Mitglied des Gemeinsamen Ausschusses für parlamentarische Dienste.
Als Nachfolger seines Parteifreundes Ron Roberts übernahm er am 27. April 2006 das Amt als Präsident des Legislativrates und bekleidete dieses bis zu seinem Ausscheiden aus dem Legislative Council am 5. Oktober 2012, woraufhin sein Parteifreund John Gazzola diesen Posten übernahm.
Bob Sneath engagierte sich ferner als Schirmherr der Down-Syndrom-Gesellschaft von South Australia sowie für die Neil Sachse Foundation, eine Organisation, die Gelder für die Erforschung der Behandlung von Rückenmarksverletzungen sammelt und nach dem Australian-Football-Spieler Neil Sachse (1951–2020) benannt ist, der nach einem Unfall auf dem Spielfeld in einem VFL-Spiel 1975 querschnittsgelähmt war.

## Hintergrundliteratur
- Parliament of South Australia: Statistical Record of the Legislature 1836–2007 (Memento vom 11. März 2019 im Internet Archive)
- Robert Martin: Responsible Government in South Australia, Band 2, Wakefield Press, 2009, ISBN 978-1-8625-4-8442, S. 83 f. (Onlineversion (Auszug))

## Weblink
- Hon Bob Sneath. In: Parlament von South Australia. Abgerufen am 28. März 2024 (englisch).